# 179876 Goranpichler
179876 Goranpichler è un asteroide della fascia principale. Scoperto nel 2002, presenta un'orbita caratterizzata da un semiasse maggiore pari a 2,4961525 au e da un'eccentricità di 0,1080297, inclinata di 5,26315° rispetto all'eclittica.